# 胡士著
胡士著，字絅文，號璞崖。江南江甯縣（今屬南京市）人。清朝政治人物。
康熙三年（1664年）中式甲辰科進士。選翰林院庶吉士，散館授檢討。官至庶子。